# Madame et son auto
Pour plus de détails, voir Fiche technique et Distribution.
Madame et son auto est un film français sorti en 1958 en noir et blanc, réalisé par Robert Vernay, d’après le roman de Guy Verdot.

## Synopsis
Sophie  Dirondel, professeur d'histoire à Saint-Cloison-sur Lamoise, gagne une 2 CV à la loterie nationale. Elle décide de monter à Paris où elle fait la connaissance de Victor, un chef d'un gang, qui essaie de la séduire pour l'utiliser, elle et sa voiture, dans un trafic de bijoux volés.

## Fiche technique
- Titre  original : Madame et son auto
- Réalisateur : Robert Vernay, assisté de Jacques Bourdon
- Scénariste : Solange Térac (dialogue)  d'après le roman de Guy Verdot : Monsieur avec son auto
- Décors : Claude Bouxin
- Photographie : Marc Fossard
- Son : Norbert Gernolle
- Montage : Jeannette Berton
- Musique : Michel Emer
- Production : Jules Desurmont et Lucien Masson
- Sociétés de production : La Société des Films Sirius et Les Films de l'Abeille
- Société de distribution : La Société des Films Sirius
- Format : Son mono - Noir et blanc - 2,25:1
- Genre : Comédie
- Durée : 102 minutes
- Date de sortie : 
  - France : 15 octobre 1958

Sources: Ciné-ressources et Imdb

## Distribution
- Sophie Desmarets : Sophie Dirondel
- Jacques Morel : Victor Martini
- Jacques Jouanneau : Jean Moulin
- Christian Méry : Tonio
- Jean Tissier : L'examinateur du permis de conduire
- Robert Vattier : M. Margaillat
- Jacques Fabbri : L'aubergiste
- Christian Alers : Fernand
- Robert Chandeau : Georges
- Raymond Girard : M. Préfailles
- René-Louis Lafforgue : L'accordéoniste
- Jacques Marin : Rouille
- Fernand Rauzéna : Luigi
- Alexandre Rignault : Goujut
- Henri Virlojeux : Lapointe
- Fernand Gilbert : Bourg
- Robert Moor : Licaire
- Jean Blancheur : Verdeau
- René Bergeron : Noblet
- Daniel Mendaille : Petit
- Bruno Balp
- Louis Bugette
- Jean Clarens : Cotignac
- Henri Coutet : Etanche
- Germaine de France
- Jean Degrave
- Max Elloy
- Tania Florey
- Émile Genevois
- Gabriel Gobin
- Corrado Guarducci
- Jean Hébey
- Gaëtan Jor : Laffont
- Charles Lemontier
- Christian Lude
- Julien Maffre
- Albert Michel
- Émile Riandreys
- Jean Thielment